# Hoplocryptus sugiharai
Hoplocryptus sugiharai là một loài tò vò trong họ Ichneumonidae.